# Charlestown, Maryland
Charlestown är en ort i Cecil County i delstaten Maryland, USA.